# Xiru
Xiru (Eigenschreibweise: xiRu) war eine brasilianische Automarke.

## Markengeschichte
Ein Unternehmen aus Porto Alegre begann unter Leitung von Rafael Guido Klaudat 2008 mit der Produktion von Automobilen und Kit Cars. Der Markenname lautete Xiru. 2012 wurde ein zweites Modell präsentiert. Danach verliert sich die Spur des Unternehmens.

## Fahrzeuge
Das Angebot bestand aus Geländewagen. Sie basierten auf Fahrgestellen von Jeep (Jeep CJ-5) und Ford. Darauf wurde eine offene Karosserie aus Fiberglas montiert. Einige Details ähnelten dem Suzuki Samurai und dem Land Rover Defender. Hinter den vorderen Sitzen war eine Überrollvorrichtung.
Das Modell von 2012 hatte einen anderen Kühlergrill, Doppelscheinwerfer und optional ein Hardtop.